# Jerry Maguire
(Rod Tidwell (Cuba Gooding Jr.) a Jerry Maguire (Tom Cruise))
Jerry Maguire è un film del 1996 diretto da Cameron Crowe. Il film, che ha come interpreti principali Tom Cruise, Cuba Gooding Jr. e Renée Zellweger, intreccia la carriera di un uomo con la sua storia d'amore, entrambi sottoposti ad esami di coscienza che ne segnano la svolta.
Il film è stato candidato a cinque premi Oscar, con Cuba Gooding Jr. che vinse quello per il miglior attore non protagonista. Il film è stato anche nominato a tre Golden Globe, con Tom Cruise che vinse quello per il miglior attore protagonista.
La frase «Coprimi di soldi!» (in lingua originale «Show me the money!») pronunciata da Cuba Gooding Jr. si è classificata alla 25ª posizione della AFI's 100 Years... 100 Movie Quotes, che contiene le più grandi citazioni di film di tutti i tempi. Anche la frase «Mi avevi già convinta al "ciao"» (in lingua originale «You had me at "hello"»), pronunciata da Renée Zellweger, si è classificata nella celebre lista, posizionandosi alla 52ª posizione.

## Trama
Jerry Maguire è un procuratore sportivo senza scrupoli, ritenuto tra i più brillanti agenti della Sports Management International (SMI). Dopo una crisi di coscienza innescata dall'eccessivo stress e dalla falsità alla base dei rapporti umani che lo riguardano, scrive una relazione programmatica che prevede la riduzione del numero dei clienti a vantaggio di una maggior attenzione a ciascuno di essi. Tale gesto non piace ai suoi dirigenti, che subito lo licenziano.
Jerry si mette in proprio, seguito dalla sola Dorothy Boyd, giovane impiegata dell'azienda, già vedova e con un bimbo piccolo, innamorata di lui e della sua nuova etica lavorativa. Dei circa ottanta sportivi che seguiva all'interno della SMI, lo segue il solo Rod Tidwell, giocatore di football americano di grande talento, ma dalla personalità molto particolare. Isolato, Maguire fatica persino ad ottenere il rinnovo del contratto del suo unico cliente, innescando una spirale negativa che lo porta a un passo dal fallimento.
Intanto, dopo aver rotto con la sua fidanzata storica, incompatibile con la sua nuova presa di coscienza, Jerry si avvicina fatalmente a Dorothy. Quando lei, dopo aver accettato un'altra offerta di lavoro, sta per trasferirsi, Jerry le chiede di sposarlo. Per Dorothy è il coronamento di un sogno mentre Jerry, dopo che Rod con schiettezza lo fa riflettere sui suoi sentimenti, capisce che il suo non è vero amore; anche Dorothy, "svegliatasi dal sogno", preferisce prendersi una pausa di riflessione perché per lei un matrimonio non può fondarsi su affetto e riconoscenza.
Contemporaneamente grazie allo stimolo di Jerry, agente e ormai suo amico, Rod fa quel salto di qualità che tutti aspettavano e, nella partita più importante della stagione, sfodera una prestazione che lo impone all'attenzione generale. Il rinnovo del contratto arriva e a condizioni mai immaginate prima. Per Jerry è l'atteso rilancio, ma non è pienamente felice. Tornato da Dorothy le spiega che senza di lei non si sente completo, dichiarandole il suo amore, e così i due si riconciliano.

## Produzione

### Cameo
Molti personaggi noti comparirono in un cameo, tra cui Jerry Cantrell, chitarrista degli Alice in Chains, e varie attrici raffigurate come ex ragazze di Jerry Maguire, tra cui Lucy Liu, Ivana Milicevic e Emily Procter.
Anche vari giocatori della National Football League appaiono nella pellicola in un cameo, tra cui Drew Bledsoe, Troy Aikman, Warren Moon, Johnnie Morton, Tim Mcdonald, Rick Mirer, Rob Moore, Ki-Jana Carter, Herman Moore, Art Monk e Kerry Collins.
Oltre a questi sono presenti anche i telecronisti Frank Gifford e Dan Dierdorf, senza dimenticare Brent Barry, ex giocatore della NBA, che recita la parte dell'atleta che si rifiuta di firmare l'autografo ad un ragazzino.

## Colonna sonora
La colonna sonora del film contiene le seguenti canzoni:
1. Magic Bus - The Who
2. Sitting Still Moving Still Staring Outlooking - His Name is Alive
3. Gettin' in Tune - The Who
4. Pocket Full of Rainbows - Elvis Presley
5. World on a String - Neil Young
6. We Meet Again - Nancy Wilson
7. The Horses - Rickie Lee Jones
8. Secret Garden - Bruce Springsteen
9. Singalong Junk - Paul McCartney
10. Wise Up - Aimee Mann
11. Momma Miss America - Paul McCartney
12. Sandy - Nancy Wilson
13. Shelter from the Storm - Bob Dylan
14. Free Falling - Tom Petty & The Heartbreakers
15. Requiem Again- Vini Reilly
16. Haitian Fight Song - Charles Mingus

## Accoglienza

### Incassi
Nonostante un budget di soli 50 milioni di dollari, il film fu un enorme successo al botteghino. Solo nel weekend di apertura la pellicola guadagnò ben 17 milioni di dollari, per poi incassarne, sempre negli Stati Uniti, quasi 154 milioni di dollari. Con quasi altri 120 milioni di dollari all'estero, la pellicola guadagnò complessivamente quasi 274 milioni di dollari, divenendo il nono film record di incassi del 1996 e il quarto maggior incasso cinematografico di un film drammatico-romantico di tutti i tempi.

## Riconoscimenti
- 1997 - Premio Oscar
  - Miglior attore non protagonista a Cuba Gooding Jr.
  - Nomination Miglior film a Laurence Mark, Richard Sakai, Cameron Crowe e James L. Brooks
  - Nomination Miglior attore protagonista a Tom Cruise
  - Nomination Migliore sceneggiatura originale a Cameron Crowe
  - Nomination Miglior montaggio a Joe Hutshing
- 1997 - Golden Globe
  - Miglior attore in un film commedia o musicale a Tom Cruise
  - Nomination Miglior film commedia o musicale
  - Nomination Miglior attore non protagonista a Cuba Gooding Jr.
- 1997 - Screen Actors Guild Award
  - Miglior attore non protagonista a Cuba Gooding Jr.
  - Nomination Miglior attore protagonista a Tom Cruise
  - Nomination Miglior attrice non protagonista a Renée Zellweger
- 1997 - Chicago Film Critics Association Award
  - Miglior attore non protagonista a Cuba Gooding Jr.
  - Nomination Miglior performance rivelazione a Renée Zellweger
- 1998 - Empire Awards
  - Miglior regia a Cameron Crowe
- 1997 - European Film Award
  - Nomination Miglior film internazionale a Cameron Crowe
- 1997 - MTV Movie Award
  - Miglior performance maschile a Tom Cruise
  - Nomination Miglior film
  - Nomination Miglior performance rivelazione a Renée Zellweger
- 1996 - National Board of Review Award
  - Migliori dieci film
  - Miglior attore protagonista a Tom Cruise
  - Miglior performance rivelazione femminile a Renée Zellweger
- 1996 - Satellite Award
  - Miglior attore in un film commedia o musicale a Tom Cruise
  - Miglior attore non protagonista in un film commedia o musicale a Cuba Gooding Jr.
  - Nomination Miglior attrice non protagonista in un film commedia o musicale a Renée Zellweger
- 1997 - Critics' Choice Movie Award
  - Miglior attore non protagonista a Cuba Gooding Jr.
  - Miglior giovane attore a Jonathan Lipnicki
  - Miglior rivelazione a Renée Zellweger
  - Nomination Miglior film
  - Nomination Miglior attore protagonista a Tom Cruise
- 1996 - New York Film Critics Circle Awards
  - Nomination Miglior attore protagonista a Tom Cruise
- 1997 - Young Artist Award
  - Miglior attore 10 anni o meno a Jonathan Lipnicki
- 1997 - ASCAP Award
  - Top Box Office Films a Nancy Wilson
- 1997 - Blockbuster Entertainment Award
  - Miglior attore in un film commedia/romantico a Tom Cruise
  - Miglior attore non protagonista in un film commedia/romantico a Cuba Gooding Jr.
  - Miglior attrice non protagonista in un film commedia/romantico a Renée Zellweger
- 1997 - Dallas-Fort Worth Film Critics Association Awards
  - Miglior attore non protagonista a Cuba Gooding Jr.
- 1997 - DGA Award
  - Nomination Miglior regia a Cameron Crowe
- 1997 - Image Award
  - Nomination Miglior attore protagonista a Cuba Gooding Jr.
- 1997 - Golden Reel Award
  - Miglior montaggio sonoro (ADR)
- 1997 - National Society of Film Critics Award
  - Nomination Miglior attrice non protagonista a Renée Zellweger
- 1998 - People's Choice Award
  - Miglior film drammatico
- 1997 - WGA Award
  - Nomination Miglior sceneggiatura a Cameron Crowe
- 1997 - American Comedy Award
  - Attore non protagonista più divertente a Cuba Gooding Jr.
- 1996 - Awards Circuit Community Awards
  - Miglior attrice non protagonista a Renée Zellweger
  - Nomination Miglior film a James L. Brooks, Cameron Crowe, Laurence Mark e Richard Sakai
  - Nomination Miglior regia a Cameron Crowe
  - Nomination Miglior attore protagonista a Tom Cruise
  - Nomination Miglior attore non protagonista a Cuba Gooding Jr.
  - Nomination Miglior sceneggiatura originale a Cameron Crowe
  - Nomination Miglior montaggio a Joe Hutshing
- 1997 - Florida Film Critics Circle Award
  - Nomination Miglior attore protagonista a Tom Cruise
- 1997 - Hochi Film Award
  - Miglior film straniero a Cameron Crowe
- 1997 - Humanitas Prize
  - Nomination Miglior film a Cameron Crowe
- 1997 - Online Film & Television Association
  - Miglior attore in un film commedia o musicale a Tom Cruise
  - Nomination Miglior film commedia o musicale a James L. Brooks, Cameron Crowe, Laurence Mark e Richard Sakai
  - Nomination Miglior attore protagonista a Tom Cruise
  - Nomination Miglior attore non protagonista a Cuba Gooding Jr.
  - Nomination Miglior sceneggiatura originale a Cameron Crowe
  - Nomination Miglior canzone (Secret Garden) a Bruce Springsteen
- 1997 - PEN Center USA West Literary Award
  - Migliore sceneggiatura a Cameron Crowe
- 1997 - PGA Awards
  - Nomination Miglior produttore a Cameron Crowe, James L. Brooks, Laurence Mark e Richard Sakai
- 1997 - YoungStar Award
  - Nomination Miglior attore esordiente in un film drammatico a Jonathan Lipnicki

Nel 2002 l'American Film Institute lo ha inserito al 100º posto nella lista dei 100 migliori film sentimentali di tutti i tempi, mentre nel 2008 lo ha inserito al 10º posto nella lista dei 10 migliori film sportivi.